# Fallen (Transformers)
Megatronus Prime
Pour les articles homonymes, voir Fallen.
 (décembre 2019).
Si vous disposez d'ouvrages ou d'articles de référence ou si vous connaissez des sites web de qualité traitant du thème abordé ici, merci de compléter l'article en donnant les références utiles à sa vérifiabilité et en les liant à la section « Notes et références ».
Le Fallen (« déchu » en anglais), de son nom originel Megatronus Prime, est un personnage de fiction apparaissant dans l'univers Transformers.

## Comics

### Transformers The War Within: The Dark Age
Dans Transformers: Titanium, le Fallen était à l'origine l'un des 13 Transformers originaux créés par Primus, le dieu des Transformers. Cependant, il trahit ses frères pour se joindre au jumeau maléfique de Primus, Unicron. Dans la bataille finale entre Primus et Unicron, le Fallen tomba victime du même destin que son maître, absorbé dans un trou noir à travers une autre dimension. Si Unicron parvint à émerger dans un autre univers, le Fallen n'eut pas autant de chance, et se retrouva coincé dans le "Sous-espace" entre les dimensions.

### Dreamwave Production
Le Fallen apparaît uniquement dans le second volume de Transformers: The War Within - the Dark Ages. Il y a 6,5 millions d'années, un accident dans les systèmes de la Porte Stellaire de Cybertron libéra le Fallen de sa prison, et il se matérialisa sur la planète, où il recruta vite la "Trinité du Chaos", trois Decepticans enclins à s'allier à lui- Bludgeon, Mindwipe et Bugly. Repérant des Transformers possédant un "potentiel génétique" dans leurs Sparks (Grimlock, Blitzwing, Jetfire et Hot Spot), il prévit d'utiliser ces énergies pour éveiller Primus de son sommeil auto-imposé, puis d'indiquer sa location à Unicron pour permettre au dévoreur de mondes de reprendre les hostilités avec son vieil ennemi. Une attaque combinée des Autobots et des Decepticons menés par Shockwave et Prowl perturba ses plans, et Primus en personne s'étira temporairement de son sommeil et détruisit le Fallen.

## Films

### Transformers 2: la Revanche
Le Fallen apparaît dans Transformers 2 : la Revanche (Transformers: Revenge of the Fallen). où il est l'antagoniste majeur. Dans cette version, le Fallen était à l'origine l'un des Primes, les chefs originaux des Transformers. Autrefois, les Transformers utilisaient une machine capable de consumer des soleils afin de créer de l'énergie, avec pour règle de ne jamais détruire le Soleil d'une planète habitée. Arrivé sur Terre, le Fallen choisit de ne pas respecter cette règle et de détruire les humains, qu'il méprisait. Pour l'empêcher d'y parvenir, ses frères s'emparèrent de la clé de la machine, la Matrice de Commandement, et fusionnèrent pour faire de leurs propres corps une tombe où la dissimuler. Il est d'ailleurs ensuite surnommé The Fallen, « le déchu ». Par la suite, le Fallen fut responsable de la corruption de Mégatron et de la création des Decepticons.
Le Fallen est de très grande taille, de couleur rouge, a un aspect pharaonique et se transforme en Jet Cybertronien. Il est capable de se téléporter et peut manipuler les objets par l'esprit.
Le Fallen apparaît dans le film lorsque Megatron, récemment ressuscité, vient lui rendre visite. On apprend alors que le pouvoir du AllSpark réside désormais en Sam, et que ce dernier est la clé pour retrouver une nouvelle source d'Energon. Il est aussi révélé que le Fallen ne peut être tué que par un descendant des Primes, et qu'il n'en reste qu'un : Optimus Prime.
Après la mort d'Optimus des mains de Megatron, le Fallen quitte son refuge et se rend sur Terre pour prendre sa revanche et tenter enfin de détruire le Soleil de la Terre. À cette fin, il se révèle au monde et annonce qu'il détruira les humains si Sam ne lui est pas livré (ce qu'il aurait fait de toute façon).
Lorsqu'Optimus est ressuscité par Sam, le Fallen s'empare de la Matrice et lance l'activation de la machine destinée à détruire le Soleil. L'armée tente de lui en empêcher mais le Decepticon utilise sa télékinésie pour soulever les troupes et les faire tomber dans le vide. Optimus, combiné aux pièces de Jetfire grâce à l’Autobot Jolt, détruit la machine et réussit à battre et tuer le Fallen en lui déchiquetant le visage et lui arrachant son spark par le dos ressortant du torse. 
Dans une version en comics du film, reprenant une ancienne version du script, on apprend que Megatron a accepté de servir le Fallen, en échange d'une promesse de faire de lui un Prime. En outre, le symbole des Decepticons est inspiré du visage du Prime déchu. Lors de la bataille en Égypte, Megatron découvre par Optimus que l'on nait Prime et qu'on ne peut pas le devenir. Comprenant que son maître lui a menti, Megatron l'abandonne et laisse Optimus le tuer (là où dans le film, il assiste impuissant à sa mort).
Dans Transformers: The Last Knight, la pyramide d'Égypte, où se situe la machine des Primes, est détruite lors du passage de Cybertron sur la Terre.

### Transformers: Le Commencement
Dans le film d'animation Transformers : Le Commencement, Megatronus Prime était l'un des treize Primes, les premiers Transformers à avoir été crée par Primus, il était notamment connu pour être le plus fort d'entre eux.
Lors de la guerre contre les Quintessons, il s'est rendu avec ses frères dans une grotte où ils devaient retrouver leur disciple Sentinel pour discuter d'un plan d'attaque, mais ont été pris en embuscade par l'ennemi. Lors de la bataille, Megatronus fut trahi par Sentinel et tué par ce dernier qui en profita pour s'approprier son T-Cog.
50 cycles plus tard, Megatronus Prime est considéré comme un héros de guerre par les habitants de Iacon, au point d'avoir des produits dérivés à son image. D-16 est un grand fan de ce dernier, au point de porter fièrement sur l'épaule un autocollant rare du visage du Prime, que son ami Orion Pax lui a offert.
Lorsque Orion Pax s'est sacrifié pour empêcher D-16 de tuer Sentinel, en vain, l'esprit de Megatronus, ainsi que des autres Primes, entre en contact avec lui et le reconnaît digne du pouvoir de la Matrice du Commandement. Pendant ce temps, D-16 s'approprie le T-Cog de Megatronus et prend un nouveau nom dérivé de celui du Prime: Mégatron.
À ce jour, cette version du Fallen, est la seule positive et n'est pas présenté comme un antagoniste.

## Séries

### Transformers Robots in Disguise (2015)
Le Fallen apparait dans la série Transformers Robots in Disguise sous son nom d'origine Megatronus ; il est l'antagoniste principal de la saison 1. Dans cette version, Megatronus fut l'un des treize primes qui a aidé Primus à vaincre Unicron par le passé. Pour une raison obscure, il a assassiné Solus Prime et été banni dans une autre dimension. C'est lui qui a provoqué le crash du vaisseau-prison Alchemor sur Terre. Il entre ensuite en contact avec le Decepticon Steeljaw, le convaincant de travailler pour lui en échange de la Terre. Les Decepticons vont alors construire un portail permettant à Megatron de sortir de sa dimension. Mais une fois sorti, Megatron révèle aux Decepticons son véritable objectif : absorber le spark de Primus et l'anti-spark d'Unicron, et les fusionner pour détruire la Terre et Cybertron. Furieux d'avoir été trompé, Steeljaw attaque Megatron mais, après un bref combat, ce dernier le propulse très loin grâce à son pouvoir de télékinésie. 
Megatron affronte ensuite Optimus Prime et les autobots et prend rapidement le dessus sur eux, les maîtrisant un à un, jusqu'à ce qu'il soit distrait en s'apprêtant à absorber le spark de Primus et l'anti-spark d'Unicron, ce qui permet à Optimus de détruire le gadget lui permettant de faire cela. Fou de rage de voir tous ses plans ruinés, Megatron attaque férocement Optimus Prime et, au moment où il est sur le point de l'achever, une partie des autobots l'attaque de nouveau, mais il les maîtrise tous. Cela distrait cependant Megatron suffisamment longtemps pour qu'Optimus se relève et brise, en quelques coups de son Sabre de l'étoile, l'épée de Megatron, et les autobots profitent de ce moment pour le mettre à terre et lui faire tomber dessus une partie de la statue de la Liberté, avant de l'achever d'un coup de Blaster qui le désintègre.